# Isisfordia
Isisfordia is een geslacht van uitgestorven Crocodyliformes, nauw verwant aan de krokodilachtigen dat in het Midden-Krijt (Albien-Cenomanien) leefde in wat nu Australië is.

## Naamgeving
De typesoort Isisfordia duncani (genoemd naar de ontdekker; voormalig locoburgemeester van Isisford Ian Duncan) werd halverwege de jaren 1990 ontdekt in de Wintonformatie in Isisford, Queensland, Australië. Het grootste deel van het dier werd ontdekt, met uitzondering van het voorste gedeelte van de schedel. Dit is het holotype QM F36211. Tijdens een latere expeditie naar de locatie ontdekten paleontologen een complete schedel die alleen in grootte verschilde van het oorspronkelijke exemplaar. 
Een tweede soort Isisfordia molnari werd in 2019 benoemd op basis van een hersenpan gevonden in de Griman Creek-formatie nabij Lightning Ridge. De soortaanduiding eert Ralph Molnar. Het holotype is AM F125553. De nominale soort Crocodylus (Bottosaurus) selaslophensis (Etheridge, 1917), gebaseerd op een bovenkaakfragment van dezelfde eenheid in 1914 gevonden door Edward Long, werd toegewezen aan Isisfordia molnari. Later merkte Hart (2020) echter op dat het selaslophensis-holotype AM F15818 niet overlapt met dat van AM F125553, dus behield hij de soort van Etheridge als de aparte soort Isisfordia selaslophensis, hoewel hij de mogelijkheid openhield dat I. molnari synoniem zou kunnen zijn aan I. selaslophensis welke naam overigens bij identiteit prioriteit zou hebben. De soortaanduiding verwijst naar Lightning (selas) Ridge (lophos).

## Beschrijving
De geschatte lichaamslengte van Isisfordia is honderdtien centimeter.

## Verwantschap met moderne krokodilachtigen
De ontdekking van de gefossiliseerde overblijfselen bracht paleontologen ertoe te suggereren dat de groep die de moderne krokodilachtigen omvat, dertig miljoen jaar eerder evolueerde dan was gedacht, tijdens het Krijt op het supercontinent Gondwana. Analyse van de overblijfselen concludeerde dat de wervels in elkaar passen zoals ze doen bij moderne krokodilachtigen, via losse kogelgewrichten; een verdere overeenkomst is een secundair verhemelte dat vergelijkbaar is met dat van levende krokodilachtigen, waardoor men tegelijkertijd via de neus kan ademen en met de muil eten.
Een cladistische analyse door Turner en Pritchard (2015) vond Isisfordia met Susisuchus in een monofyletische Susisuchidae als een niet-eusuchide lid van de Neosuchia, meer afgeleid dan de Dyrosauridae, maar basaler dan de Goniopholididae. Een studie uit 2021 door Rio en Mannion bevestigde de plaatsing van Isisfordia buiten de Eusuchia, als het zustertaxon van de Paralligatoridae.